# Provincia de Sanliurfa
La provincia de Sanliurfa (del turco: Şanlıurfa İli kurdo: Riha, siriaco: ܐܘܪܗܝ Urhoy) es una provincia del sur de Turquía, cerca de la frontera con Siria, que es parte de la región sureste de Anatolia. La provincia es administrada por un Gobernador designado por el Gobierno central. 

## Historia
Según la National Geographic el descubrimiento de Göbekli Tepe, en la provincia de Sanliurfa —calificado del “punto cero de la historia”— tiene hallazgos que puedan cambiar la interpretació de la historia de la humanidad. Los monumentales pilares de piedra caliza, construidos hace unos 11.600 años están ubicados en el extremo norte de la región de la Media Luna Fértil.
Después de ser capturada por los persas sasánidas en más de una ocasión, los árabes se controlaron la región alrededor de 638. Posteriormente, el territorio vio varios cambios de gobierno, incluida la ocupación de los cruzados en 1098, hasta que se anexó al Imperio Otomano en el siglo XVI. Luego permaneció turco, a excepción de una breve ocupación por las fuerzas de Mehmet Alí, a fines de la década de 1830.
En el contexto de la Guerra civil siria en 2019, el Ejército turco acumuló a lo largo de varias semanas tropas y material milita en la provincia de Sanliurfa. Tras consumarse el ataque turco, en octubre de ese año, varios proyectiles de mortero y cohetes fueron lanzados desde el lado sirio sobre las localidades de Akçakale, Birecik y Ceylanpinar en la provincia de Sanliurfa.

## Demografía
| Gráfica de evolución de Provincia de Sanliurfa entre 2007 y 2021 |
|                                                                  |

## Cultura
El Museo Arqueológico de Sanliurfa es uno de los más destacados de Turquía. Allí se exponen, entre otros, los hallazgos procedentes de Göbekli Tepe.